# 존 B. 푸르넷
존 밥티스트 푸르넷(John Baptiste Fournet, 1895년 7월 27일 ~ 1984년 6월 3일)은 미국의 정치인으로 제35대 루이지애나주 부지사이다.

## 학력
- 루이지애나 주립 대학교

## 경력
- 1928.05 ~ 1932.05 제49대 루이지애나 세인트마틴 선거구 하원의원
- 1928.05 ~ 1932.05 제53대 루이지애나 하원의장
- 1932.05 ~ 1935.01 제52대 루이지애나 상원의장
- 1932.05 ~ 1935.01 제35대 루이지애나 부지사
- 1935.01 ~ 1949 루이지애나 대법원 판사
- 1949 ~ 1970 루이지애나 대법원 대법원장

## 역대 선거 결과
| 선거명      | 직책명            | 대수 | 정당   | 득표율 | 득표수    | 결과 | 당락                   |
| ----------- | ----------------- | ---- | ------ | ------ | --------- | ---- | ---------------------- |
| 1932년 선거 | 루이지애나 부지사 | 35대 | 민주당 | 99.99% | 110,036표 | 1위  | 루이지애나 부지사 당선 |